# Siepen (Wuppertal)
Siepen ist ein Ortsteil im Stadtbezirk Vohwinkel der bergischen Großstadt Wuppertal in Nordrhein-Westfalen/Deutschland.

## Lage und Beschreibung

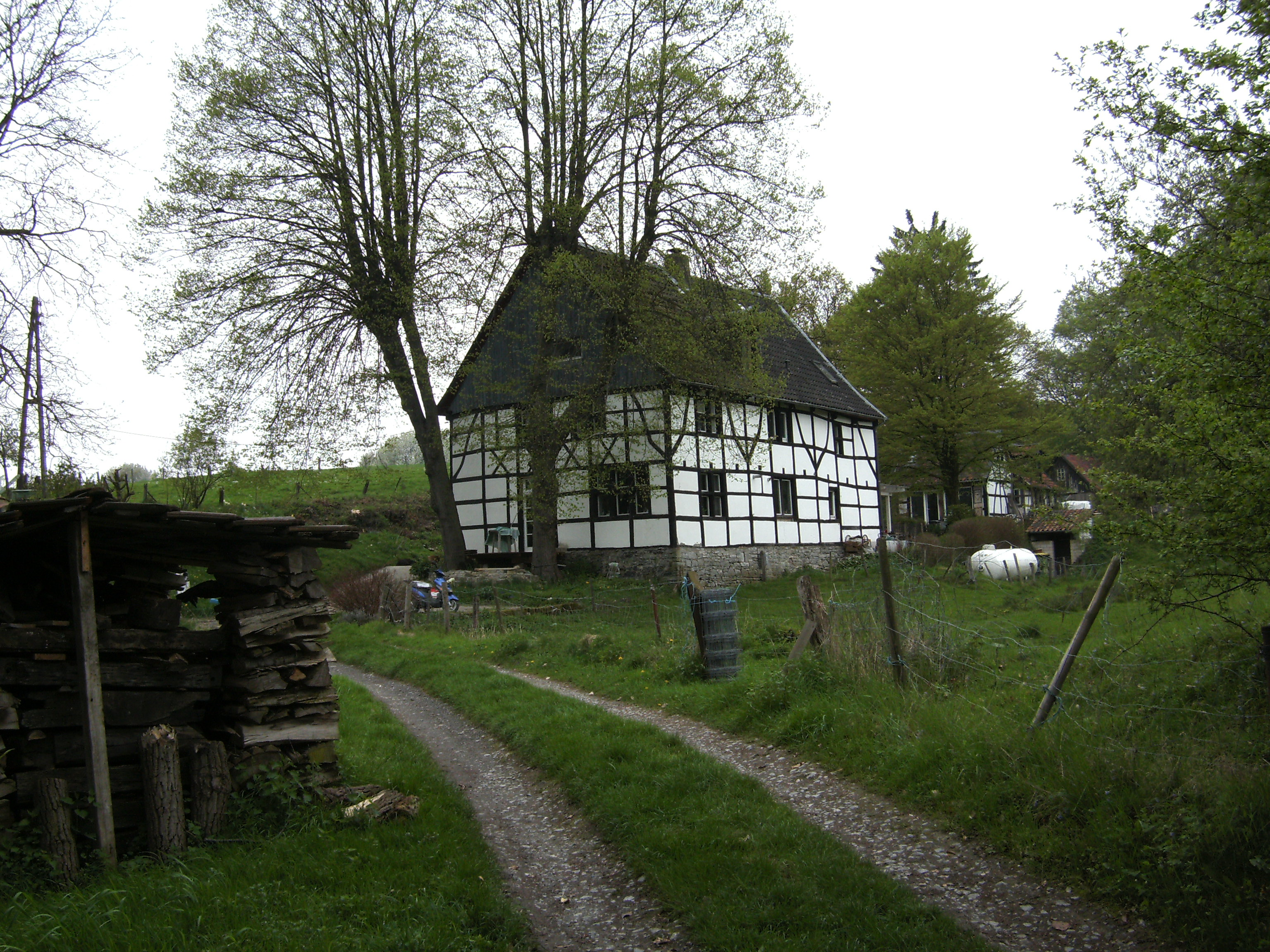
Ansicht von Siepen

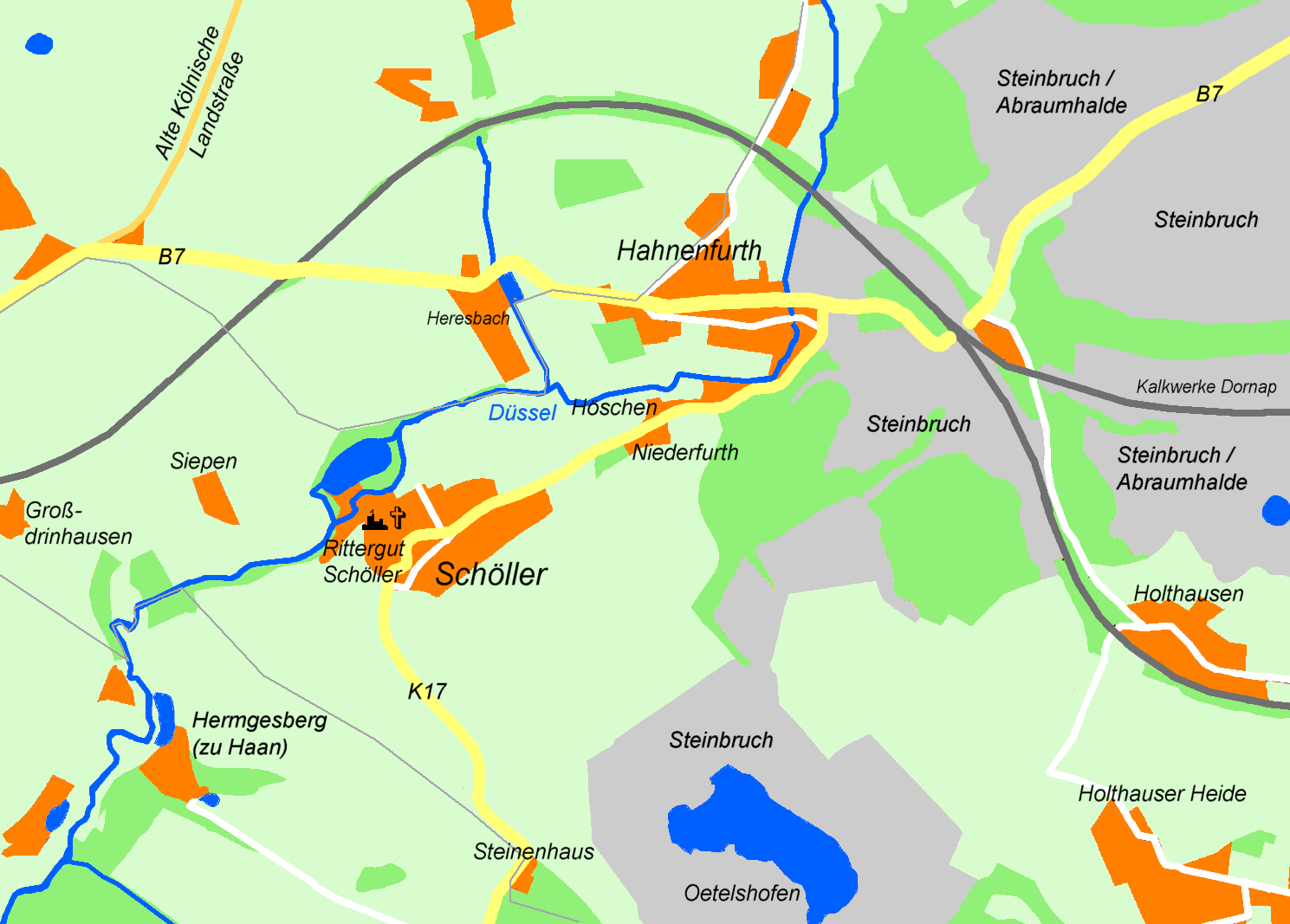
Karte von Schöller und Hahnenfurth, Siepen liegt mittig im linken Bildteil

Die Hofschaft liegt im Wohnquartier Schöller-Dornap westlich von Schöller im Tal der Düssel an der Stadtgrenze zu Mettmann. Weitere benachbarte Orte sind Klein- und Großdrinhausen, Heresbach, Hermgesberg, Estringhausen, Pellenbruch und das zu einem Mettmanner Gewerbegebiet erweiterte Röttgen. Südöstlich fließt die hier naturgeschützte Düssel vorbei, ein namensgebender Siepen durchfließt den Ort.
Nördlich des Ortes verläuft ein für den Personenverkehr stillgelegter Teilabschnitt der Bahnstrecke Düsseldorf-Derendorf–Dortmund Süd (so genannte „Wuppertaler Nordbahn“ der Rheinischen Eisenbahn-Gesellschaft) vorbei, weiter nördlich die Bundesstraße 7.

## Geschichte
Siepen ist als bergische Hofschaft auf der Topographia Ducatus Montani des Erich Philipp Ploennies aus dem Jahre 1715 verzeichnet, ebenso auf der topographischen Aufnahme der Rheinlande von 1824. Westlich des Ortes verläuft die Alte Kölnische Landstraße, eine 1065 erstmals erwähnte, bedeutende Altstraße von Köln in das heutige Ruhrgebiet.
Im 19. Jahrhundert war Siepen ein Wohnplatz in der Landgemeinde Schöller der Bürgermeisterei Haan (ab 1894 Bürgermeisterei Gruiten) die aus Honschaft Schöller der bergischen Herrschaft Schöller hervorging. 
1815 lebten in Siepen 7 Menschen. Laut der Statistik und Topographie des Regierungsbezirks Düsseldorf wurde der Ort als Hof kategorisiert und Siepen genannt. Zu dieser Zeit besaß der Ort ein Wohnhaus und zwei landwirtschaftliche Gebäude. Es lebten sechs Einwohner im Ort, alle katholischen Glaubens. 1888 besaß der Ort laut dem Gemeindelexikon für die Provinz Rheinland ein Wohnhaus mit neun Einwohnern.
Am 1. Januar 1975 wurden die Gemeinde Schöller und der Wülfrather Ortsteil Dornap mit deren Außenortschaften von dem Kreis Düsseldorf-Mettmann abgetrennt und als Wohnquartier Schöller-Dornap nach Wuppertal eingemeindet. Dabei kam auch Siepen von Schöller zu Wuppertal.

## Geomorphologie

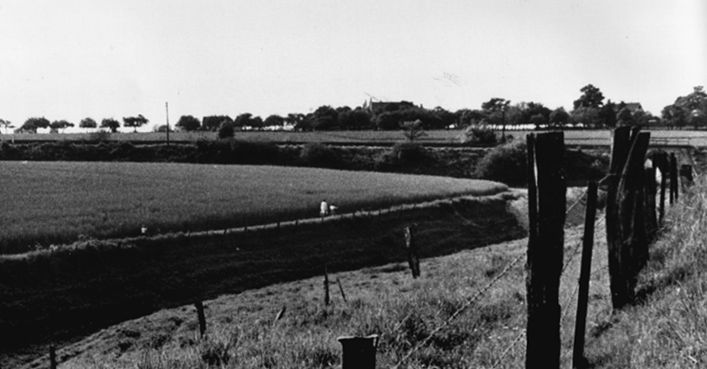
Nördlicher Teil des Siepen ca. 1971

Im Zuge einer Flurbereinigung wurde das Siepen Anfang der 1970er Jahre im hinteren Teil verkippt. Die Erosionsrinne, die unter der Brücke der obengenannten Bahnstrecke beginnt, wurde hier auf einer Länge von mehr als 150 Metern unterbrochen. 
An den Hängen lassen sich zwei Arten der Beweidungen anhand der Viehtritte ablesen: Die Beweidung mit Rindern (große regelmäßige Stufung an den Talflanken, Kuhtritt) und die Beweidung mit Schafen (kleinere, unregelmäßigere Stufungen, Schafstritt).